# La Tribune (Québec)
La Tribune ist eine französischsprachige kanadische Tageszeitung mit Redaktionssitz in Sherbrooke. Sie erscheint montags bis samstags, im 1. Quartal 2007 lag die Auflage bei 32.765 (wochentags) und 38.599 (samstags) Exemplaren. Eigentümer der Zeitung ist „Gesca Limitée“, eine 100%ige Tochter der Power Corporation of Canada.

## Geschichte
Die Zeitung wurde 1910 von dem Anwalt Jacob Nicol mit Hilfe von Michael A. Foley gegründet. Sie war ein katholisches, zugleich jedoch auch liberales Medium, das ab 1913 auch auf Nachrichtenagenturen zurückgriff und schrittweise nationale und internationale Berichterstattung einführte. Nicol konnte ein erfolgreiches Unternehmen aufbauen, das mit der Zeit auch die Zeitungen L'Événement und La Nouvelliste umfasste, des Weiteren auch die Radiosender CHLT (seit 1937) und CKTS (seit 1946). 1955 ging das herausgebende Medienunternehmen „La Tribune Ltée“ an Paul Desruisseaux (Direktor) und Alphé Gauthier (Vizedirektor, Nicols Schwager und bis dahin bereits Manager der Zeitung) über. 1956 wurde die Fernsehstation CHLT-TV gegründet. 1966 kam La Tribune zum Unternehmen Québec Télémedia, ein Jahr später wurde sie von Paul Desmarais, Direktor des heutigen Herausgebers „Power Corporation of Canada“, zusammen mit Jacques Francoeur erworben.